# Frank M. Carpenter
Frank Morton Carpenter (* 6. September 1902 in Boston; † 18. Januar 1994 in Lexington (Massachusetts)) war ein US-amerikanischer Paläontologe und Entomologe. Er galt als führender Experte für fossile Insekten.

## Leben
Carpenter interessierte sich schon seit seiner Jugend für fossile Insekten. Er studierte ab 1922 an der Harvard University mit dem Bachelorabschluss summa cum laude 1926, dem Masterabschluss 1927 und der Promotion über fossile Ameisen in Nordamerika bei William Morton Wheeler 1929. Er war 60 Jahre lang Kurator für fossile Insekten am Louis Agassiz Museum of Comparative Zoology, dem er 1931 beitrat. Zunächst war er Associate in Entomology, 1932 Assistenz-Kurator in Paläontologie der Wirbellosen, 1935 Instructor in Zoologie, 1936 Kurator für fossile Insekten und Assistant Professor für Paläontologie und ab 1945 Alexander Agassiz Professor für Zoologie. 1969 wurde er Fisher Professor for Natural History und ab 1973 war er Professor Emeritus, forschte aber weiter am Museum als Kurator ehrenhalber. Er lehrte in Harvard Entomologie und Paläontologie. 1952 bis 1959 war er Vorstand der Fakultät für Biologie.
Ein Schwerpunkt seiner Forschung waren fossile Insekten aus dem Paläozoikum (Perm, Karbon) und speziell dem unteren Perm aus der Fundstelle von Elmo in Kansas, an der er ab 1925 zu sammeln begann. Nachdem dort schon Elias Howard Sellards und Carl O. Dunbar ausgiebig gesammelt hatten und die Fundstelle eigentlich als erschöpft galt, fand er noch 2400 weitere Exemplare und 1932 fand er weitere rund 2000 Exemplare und 1939 mehrere tausend weitere. Er sammelte auch aus dem Perm von Midco in Oklahoma und im Karbon von Mazon Creek in Illinois. Er verglich die nordamerikanischen paläozoischen Insekten mit denen aus anderen Teilen der Welt. Besonders gute Kontakte hatte er dabei nach Moskau. Neben dem Paläozoikum publizierte er auch zum Beispiel über Fossilien des Miozän aus Florissant in Colorado und aus Bernstein des Tertiär der Ostseeregion und aus kanadischen Kreide-Ablagerungen.
Er war Autor des Bandes Insekten im Treatise of Invertebrate Paleontology, das den Stand bis 1983 wiedergibt. Er reduzierte durch seine sorgfältigen Untersuchungen die Zahl ausgestorbener Insektenordnungen von 50 auf 9. Er erstbeschrieb auch 1947 eines der bekanntesten fossilen Insekten, Meganeuropsis americana, mit einer Flügelspannweite von 29 Inch eines der größten bekannten Insekten.
Mehrere fossile Insektenarten sind nach ihm benannt. Er war Herausgeber der Zeitschrift Psyche des Cambridge Entomological Club, dessen Präsident er mehrfach war.
1975 erhielt er die Paleontological Society Medal. 1983 wurde er Honorary Fellow der Royal Entomological Society. 1993 erhielt er den Thomas Say Award der Entomological Society of America. Er war seit 1933 Fellow der American Academy of Arts and Sciences und 1961 bis 1963 deren Vizepräsident.
Sein älterer Bruder Edwin war Astronom und Direktor des Astronomical Laboratory an der University of Arizona in Tucson.

## Schriften
- Superclass Hexapoda, Treatise of Invertebrate Paleontology, Band 4 von Teil R: Arthopoda 4, Geological Society of America 1992
- mit C. T. Brues, A. L. Mellander Classification of Insects, 1954